# Abigail Spears
Abigail Spears (ur. 12 lipca 1981 w Valley Center) – amerykańska tenisistka, zwyciężczyni Australian Open 2017 w grze mieszanej.

## Kariera tenisowa
Ma 175 cm wzrostu przy wadze około 76 kg. Jest tenisistką praworęczną z oburęcznym backhandem. Od października 2000 roku posiada status profesjonalny. Mieszka w San Diego.
W karierze zawodowej wygrała dwadzieścia jeden turniejów deblowych z cyklu WTA. W ramach imprez ITF odniosła osiem triumfów singlowych i dwadzieścia jeden deblowych.
Trenowana jest przez Larry’ego Willensa. Grę w tenisa rozpoczęła w wieku siedmiu i pół roku. Nikt z jej rodziny wcześniej nie uprawiał tego sportu. Jej ojciec jest z zawodu informatykiem, mama ma na imię Margo. Ma starszą siostrę Ali, która mieszkała w Teksasie.
W listopadzie 2019 roku Amerykanka została tymczasowo zawieszona przez ITF za stosowanie środków dopingujących. W lutym 2020 ogłoszono decyzję, zgodnie z którą Spears została zdyskwalifikowana na 22 miesiące, zaliczając okres tymczasowego zawieszenia.

## Historia występów wielkoszlemowych
Legenda
     W, wygrany turniej
     F, przegrana w finale
     SF, przegrana w półfinale
     QF, przegrana w ćwierćfinale
     xR, przegrana w x rundzie
     Qx, przegrana w x rundzie kwalifikacji
     A, brak startu

### Występy w grze pojedynczej
| Australian Open        | A | A | A   | A   | A   | A   | Q1 | 3R  | Q1  | Q3  | A   | A   | A   | A   | A   | A   | A   | A    | A | A    | A | A    | 0 / 1 | 2 – 1 |  |  |
| French Open            | A | A | A   | A   | A   | A   | Q1 | 1R  | A   | Q1  | Q1  | Q1  | A   | A   | A   | A   | A   | A    | A | A    | A | A    | 0 / 1 | 0 – 1 |  |  |
| Wimbledon              | A | A | A   | A   | A   | A   | Q1 | 1R  | A   | Q2  | Q1  | Q3  | A   | A   | A   | A   | A   | A    | A | A    | A | A    | 0 / 1 | 0 – 1 |  |  |
| US Open                | A | A | A   | A   | A   | A   | 1R | 1R  | A   | Q1  | Q2  | Q1  | A   | A   | A   | A   | A   | A    | A | A    | A | A    | 0 / 2 | 0 – 2 |  |  |
|                        |   |   |     |     |     |     |    |     |     |     |     |     |     |     |     |     |     |      |   |      |   |      |       |       |  |  |
| Ranking na koniec roku | – | – | 545 | 262 | 311 | 225 | 92 | 156 | 143 | 151 | 239 | 221 | 263 | 327 | 644 | 783 | 661 | 1258 | – | 1205 | – | 1268 | 0 / 5 | 2 – 5 |  |  |

### Występy w grze podwójnej
| Australian Open        | A  | A  | A   | A   | 2R | 1R | 1R | 1R | 1R  | A   | A  | 2R | 1R | 3R | 1R | 2R | SF | QF | 2R | 1R | 2R | 2R | 0 / 16 | 15 – 16 |  |  |  |
| French Open            | A  | A  | A   | A   | 1R | 2R | 3R | A  | A   | A   | A  | 1R | 1R | 1R | 2R | 1R | 2R | 1R | 2R | 2R | 1R | 3R | 0 / 14 | 9 – 14  |  |  |  |
| Wimbledon              | A  | A  | A   | A   | 1R | 1R | 1R | 3R | 1R  | A   | 3R | 1R | 1R | 2R | QF | 3R | 3R | SF | SF | 1R | SF | 3R | 0 / 17 | 26 – 17 |  |  |  |
| US Open                | 1R | 1R | A   | 1R  | 2R | 2R | 1R | 1R | 1R  | 1R  | QF | 1R | 1R | 1R | 3R | 2R | 1R | 3R | 1R | 1R | 1R | 2R | 0 / 21 | 9 – 21  |  |  |  |
|                        |    |    |     |     |    |    |    |    |     |     |    |    |    |    |    |    |    |    |    |    |    |    |        |         |  |  |  |
| Ranking na koniec roku | –  | –  | 226 | 148 | 75 | 57 | 88 | 58 | 237 | 109 | 68 | 43 | 58 | 36 | 14 | 23 | 12 | 18 | 21 | 27 | 29 | 35 | 0 / 68 | 59 – 68 |  |  |  |

### Występy w grze mieszanej
| Australian Open | A | A | A | A | A  | A  | A  | A  | A | A | A | A  | A  | A  | 2R | 2R | 2R | 2R | A  | W  | QF | QF | 1 / 7  | 13 – 6  |  |  |  |
| French Open     | A | A | A | A | A  | A  | A  | A  | A | A | A | A  | A  | A  | 1R | 1R | 2R | 2R | 1R | 2R | QF | 1R | 0 / 8  | 5 – 8   |  |  |  |
| Wimbledon       | A | A | A | A | 2R | 2R | 1R | 2R | A | A | A | 1R | A  | 1R | 2R | 2R | 2R | 1R | A  | 3R | QF | 1R | 0 / 13 | 7 – 13  |  |  |  |
| US Open         | A | A | A | A | 2R | A  | A  | A  | A | A | A | 1R | 2R | 1R | 2R | F  | F  | 1R | 2R | QF | 2R | 2R | 0 / 12 | 16 – 12 |  |  |  |
|                 |   |   |   |   |    |    |    |    |   |   |   |    |    |    |    |    |    |    |    |    |    |    |        |         |  |  |  |
|                 |   |   |   |   |    |    |    |    |   |   |   |    |    |    |    |    |    |    |    |    |    |    | 1 / 40 | 41 – 39 |  |  |  |

## Finały turniejów WTA
| Legenda                     | Legenda |
| --------------------------- | ------- |
| Wielki Szlem                |         |
| Igrzyska olimpijskie        |         |
| WTA Tour Championships      |         |
| 1988 – 2008                 |         |
| Kategoria I                 |         |
| Kategoria II                |         |
| Kategoria III               |         |
| Kategoria IV                |         |
| Kategoria V                 |         |
| 2009 – 2020                 |         |
| WTA Premier Mandatory       |         |
| WTA Premier 5               |         |
| WTA Premier                 |         |
| WTA International Series    |         |
| WTA 125K series (2012–2020) |         |

### Gra pojedyncza 1 (0–1)
| Końcowy wynik | Nr | Data             | Turniej | Nawierzchnia  | Przeciwniczka | Wynik finału  |
| ------------- | -- | ---------------- | ------- | ------------- | ------------- | ------------- |
| Finalistka    | 1. | 7 listopada 2004 | Québec  | Twarda (hala) | Martina Suchá | 5:7, 6:3, 2:6 |

### Gra podwójna 31 (21–10)
| Końcowy wynik | Nr  | Data                 | Turniej    | Nawierzchnia    | Partnerka          | Przeciwniczki                                 | Wynik finału   |
| ------------- | --- | -------------------- | ---------- | --------------- | ------------------ | --------------------------------------------- | -------------- |
| Zwyciężczyni  | 1.  | 5 stycznia 2003      | Auckland   | Twarda          | Teryn Ashley       | Cara Black Jelena Lichowcewa                  | 6:2, 2:6, 6:0  |
| Zwyciężczyni  | 2.  | 15 sierpnia 2004     | Vancouver  | Twarda          | Bethanie Mattek    | Els Callens Anna-Lena Grönefeld               | 6:3, 6:3       |
| Finalistka    | 1.  | 19 lutego 2005       | Memphis    | Twarda          | Laura Granville    | Miho Saeki Yuka Yoshida                       | 3:6, 4:6       |
| Zwyciężczyni  | 3.  | 24 lipca 2005        | Cincinnati | Twarda          | Laura Granville    | Květa Peschke María Emilia Salerni            | 3:6, 6:2, 6:4  |
| Zwyciężczyni  | 4.  | 9 maja 2009          | Estoril    | Ceglana         | Raquel Kops-Jones  | Sharon Fichman Katalin Marosi                 | 2:6, 6:3, 10–5 |
| Finalistka    | 2.  | 14 czerwca 2009      | Birmingham | Trawiasta       | Raquel Kops-Jones  | Cara Black Liezel Huber                       | 1:6, 4:6       |
| Zwyciężczyni  | 5.  | 27 września 2009     | Seul       | Twarda          | Chan Yung-jan      | Carly Gullickson Nicole Kriz                  | 6:3, 6:4       |
| Finalistka    | 3.  | 18 października 2009 | Osaka      | Twarda          | Chanelle Scheepers | Chuang Chia-jung Lisa Raymond                 | 2:6, 4:6       |
| Finalistka    | 4.  | 7 sierpnia 2011      | San Diego  | Twarda          | Raquel Kops-Jones  | Květa Peschke Katarina Srebotnik              | 0:6, 2:6       |
| Zwyciężczyni  | 6.  | 18 września 2011     | Québec     | Dywanowa (hala) | Raquel Kops-Jones  | Jamie Hampton Ana Tatiszwili                  | 6:1, 3:6, 10–6 |
| Finalistka    | 5.  | 7 stycznia 2012      | Brisbane   | Twarda          | Raquel Kops-Jones  | Nuria Llagostera Vives Arantxa Parra Santonja | 6:7(2), 6:7(2) |
| Finalistka    | 6.  | 19 lutego 2012       | Doha       | Twarda          | Raquel Kops-Jones  | Liezel Huber Lisa Raymond                     | 3:6, 1:6       |
| Zwyciężczyni  | 7.  | 22 lipca 2012        | Carlsbad   | Twarda          | Raquel Kops-Jones  | Vania King Nadieżda Pietrowa                  | 6:2, 6:4       |
| Zwyciężczyni  | 8.  | 23 września 2012     | Seul       | Twarda          | Raquel Kops-Jones  | Akgul Amanmuradova Vania King                 | 2:6, 6:2, 10–8 |
| Zwyciężczyni  | 9.  | 29 września 2012     | Tokio      | Twarda          | Raquel Kops-Jones  | Anna-Lena Grönefeld Květa Peschke             | 6:1, 6:4       |
| Zwyciężczyni  | 10. | 14 października 2012 | Osaka      | Twarda          | Raquel Kops-Jones  | Kimiko Date-Krumm Heather Watson              | 6:1, 6:4       |
| Zwyciężczyni  | 11. | 28 lipca 2013        | Stanford   | Twarda          | Raquel Kops-Jones  | Julia Görges Darija Jurak                     | 6:2, 7:6(4)    |
| Zwyciężczyni  | 12. | 5 sierpnia 2013      | Carlsbad   | Twarda          | Raquel Kops-Jones  | Chan Hao-ching Janette Husárová               | 6:4, 6:1       |
| Finalistka    | 7.  | 22 września 2013     | Seul       | Twarda          | Raquel Kops-Jones  | Chan Chin-wei Xu Yifan                        | 5:7, 3:6       |
| Finalistka    | 8.  | 22 lutego 2014       | Dubaj      | Twarda          | Raquel Kops-Jones  | Ałła Kudriawcewa Anastasija Rodionowa         | 2:6, 7:5, 8–10 |
| Zwyciężczyni  | 13. | 15 czerwca 2014      | Birmingham | Trawiasta       | Raquel Kops-Jones  | Ashleigh Barty Casey Dellacqua                | 7:6(1), 6:1    |
| Zwyciężczyni  | 14. | 17 sierpnia 2014     | Cincinnati | Twarda          | Raquel Kops-Jones  | Tímea Babos Kristina Mladenovic               | 6:1, 2:0 krecz |
| Finalistka    | 9.  | 16 stycznia 2015     | Sydney     | Twarda          | Raquel Kops-Jones  | Bethanie Mattek-Sands Sania Mirza             | 3:6, 3:6       |
| Zwyciężczyni  | 15. | 28 lutego 2015       | Doha       | Twarda          | Raquel Kops-Jones  | Hsieh Su-wei Sania Mirza                      | 6:4, 6:4       |
| Zwyciężczyni  | 16. | 14 czerwca 2015      | Nottingham | Trawiasta       | Raquel Kops-Jones  | Jocelyn Rae Anna Smith                        | 3:6, 6:3, 11–9 |
| Zwyciężczyni  | 17. | 18 października 2015 | Linz       | Twarda (hala)   | Raquel Kops-Jones  | Andrea Hlaváčková Lucie Hradecká              | 6:3, 7:5       |
| Zwyciężczyni  | 18. | 24 lipca 2016        | Stanford   | Twarda          | Raquel Atawo       | Darija Jurak Anastasija Rodionowa             | 6:3, 6:4       |
| Zwyciężczyni  | 19. | 18 lutego 2017       | Doha       | Twarda          | Katarina Srebotnik | Olha Sawczuk Jarosława Szwiedowa              | 6:3, 7:6(7)    |
| Finalistka    | 10. | 30 kwietnia 2017     | Stuttgart  | Ceglana (hala)  | Katarina Srebotnik | Raquel Atawo Jeļena Ostapenko                 | 4:6, 4:6       |
| Zwyciężczyni  | 20. | 6 sierpnia 2017      | Stanford   | Twarda          | Coco Vandeweghe    | Alizé Cornet Alicja Rosolska                  | 6:2, 6:3       |
| Zwyciężczyni  | 21. | 17 czerwca 2018      | Nottingham | Trawiasta       | Alicja Rosolska    | Mihaela Buzărnescu Heather Watson             | 6:3, 7:6(5)    |

### Gra mieszana 3 (1–2)
| Końcowy wynik | Nr | Data             | Turniej         | Nawierzchnia | Partner              | Przeciwnicy                  | Wynik finału   |
| ------------- | -- | ---------------- | --------------- | ------------ | -------------------- | ---------------------------- | -------------- |
| Finalistka    | 1. | 6 września 2013  | US Open         | Twarda       | Santiago González    | Andrea Hlaváčková Maks Mirny | 6:7(5), 3:6    |
| Finalistka    | 2. | 5 września 2014  | US Open         | Twarda       | Santiago González    | Sania Mirza Bruno Soares     | 1:6, 6:2, 9–11 |
| Zwyciężczyni  | 1. | 29 stycznia 2017 | Australian Open | Twarda       | Juan Sebastián Cabal | Sania Mirza Ivan Dodig       | 6:2, 6:4       |

## Występy w Turnieju Mistrzyń

### W grze podwójnej
| Rok  | Rezultat              | Partnerka         | Przeciwniczki                                                                               | Wynik                               |
| 2014 | Ćwierćfinał           | Raquel Kops-Jones | Cara Black Sania Mirza                                                                      | 3:6, 6:2, 12–10                     |
| 2015 | Faza grupowa          | Raquel Kops-Jones | Martina Hingis Sania Mirza Tímea Babos Kristina Mladenovic Andrea Hlaváčková Lucie Hradecká | 4:6, 2:6 6:7(5), 2:6 6:3, 3:6, 11–9 |
| 2018 | zawodniczki rezerwowe | Alicja Rosolska   | nie wystąpiła                                                                               | nie wystąpiła                       |